# Trest smrti v Sieře Leone
Trest smrti v Sieře Leone byl zrušen v červenci 2021 na základě rozhodnutí národního parlamentu.

## Historie
Podle ústavy Sierry Leone z roku 1991 byl v zemi legální trest smrti za loupež s přitěžujícími okolnostmi, velezradu, vzpouru a vraždu. Mezi legální formy popravy patřilo oběšení, které se zjevně častěji používalo pro civilní zločiny, a zastřelení popravčí četou, kterou byly provedeny i poslední vykonané popravy v Sierra Leone.
Dva muži, Baimba Moi Foray a jeho bodyguard Foday Kamara, byli v říjnu 2016 odsouzeni k trestu smrti oběšením poté, co byli v červnu 2015 obviněni z vraždy populárního DJ rádia Freetown Sydneyho Buckleho. Poté, co byly vyneseny rozsudky, tehdejší ministr vnitra Alfred Paolo Conteh, veřejně nařídil zaměstnancům věznice Freetown Central Prison, aby očistili šibenici. Věřil, že tato veřejná podpora trestu smrti by mohla vést ke snížení kriminality, zejména ze strany gangů.
Tyto popravy však vykonány nebyly. K posledním popravám v Sieře Leone došlo 19. října 1998, v době, kdy v zemi vrcholila občanská válka. Popraveno bylo 34 vojenských důstojníků a poddůstojníků za jejich účast na pokusu o státní převrat, ke kterému došlo 25. května 1997. Vojáci byli usvědčeni z velezrady a odsouzeni k trestu smrti. Za týden od vynesení rozsudků se konaly popravy. Deseti vojákům byl trest zmírněn na odnětí svobody na doživotí. Dalších 24 vojáků, včetně jedné seržantky, bylo zastřeleno popravčí četou poté, co prezident Ahmad Tejan Kabbah odmítl žádosti skupin pro lidská práva, jako Africká komise pro lidi a lidská práva, aby rozsudky smrti zmírnil. Později bylo zjištěno, že vykonané popravy porušily několik mezinárodních smluv a úmluv o lidských právech, včetně Mezinárodního paktu o občanských a politických právech. V době, kdy došlo k popravám, je odsoudily skupiny pro lidská práva, například Human Rights Watch vládu Sierry Leone odsoudily za to, že pokračovala v popravách, aniž by odsouzení dostali možnost se proti vyneseným rozsudkům odvolat.

### 21. století
Ještě před zrušením trestu smrti byly tyto rozsudky v Sieře Leone často zmírňovány. Přesto bylo v Sieře Leone podle Amnesty International v roce 2020 vyneseno nejméně 38 rozsudků trestu smrti a v témže roce čekalo v cele smrti nejméně 94 lidí. Z těchto 94 jich bylo nejméně 80 k trestu smrti odsouzeno v době, kdy už v zemi k vykonávání poprav nedocházelo. AdvocAid, skupina pro lidská práva a trest smrti sídlící v Sieře Leone spolupracoval s Oxford University Death Penalty Research Unit a UK Death Penalty Project na zveřejnění memoranda, v němž bylo uvedeno, že v roce 2018 byly v zemi vyneseny čtyři nové rozsudky smrti a v roce 2019 21 nových rozsudků. Soudy v zemi pokračovaly ve vynášení rozsudků trestu smrti až do hlasování národního parlamentu o jeho zrušení. Jako poslední byl v Sieře Leone k trestu smrti odsouzen 24letý Musou Kargbem za vraždu Momoha Kamary, kterou spáchal 9. prosince 2019. Rozsudek byl vynesen  7. července 2021.

## Zrušení trestu smrti
Před tím, než se v dubnu 2018 funkce prezidenta ujal Julius Maada Bio, se tři předchozí vlády zavázaly ke zrušení trestu smrti, ale nikdy se o této otázce ve skutečnosti nejednalo. V květnu 2021 ministr spravedlnosti Umaru Napoleon Komora oznámil, že vláda Sierry Leone zahájí proces vedoucí ke zrušení trestu smrti, aby tak v zemi byla dodržována základní lidská práva.
Dne 23. července 2021 parlament Sierry Leone odhlasoval zrušení trestu smrti. Změna zákona oficiálně vstoupila v platnost poté, co ji podepsal prezident Julius Maada Bio. Prezident Bio ocenil jednomyslné rozhodnutí parlamentu. Sierra Leone se tak stala 23. africkou zemí a zároveň 110. zemí celosvětově, která zrušila trest smrti. Po zrušení trestu smrti byl všem 99 vězňům čekajícím na popravu jejich trest zmírněn. Od zrušení trestu smrti je v Sieře Leone za bývalé hrdelní zločiny sazba odnětí svobody v délce trvání minimálně 30 let. Maximálním trestem je doživotí.